# Physalia utriculus
La caravella portoghese indopacifica (Physalia utriculus La Martinière, 1787) è un idrozoo marino, una delle due specie del genere Physalia insieme a Physalia physalis. Una sacca contenente gas permette di galleggiare, spinta dalle correnti, dalle maree e da una vela situata sopra la sacca. Un solo lungo tentacolo di cnidociti velenosi, sospeso sotto la sacca galleggiante, permette all'animale di catturare le prede.

## Descrizione

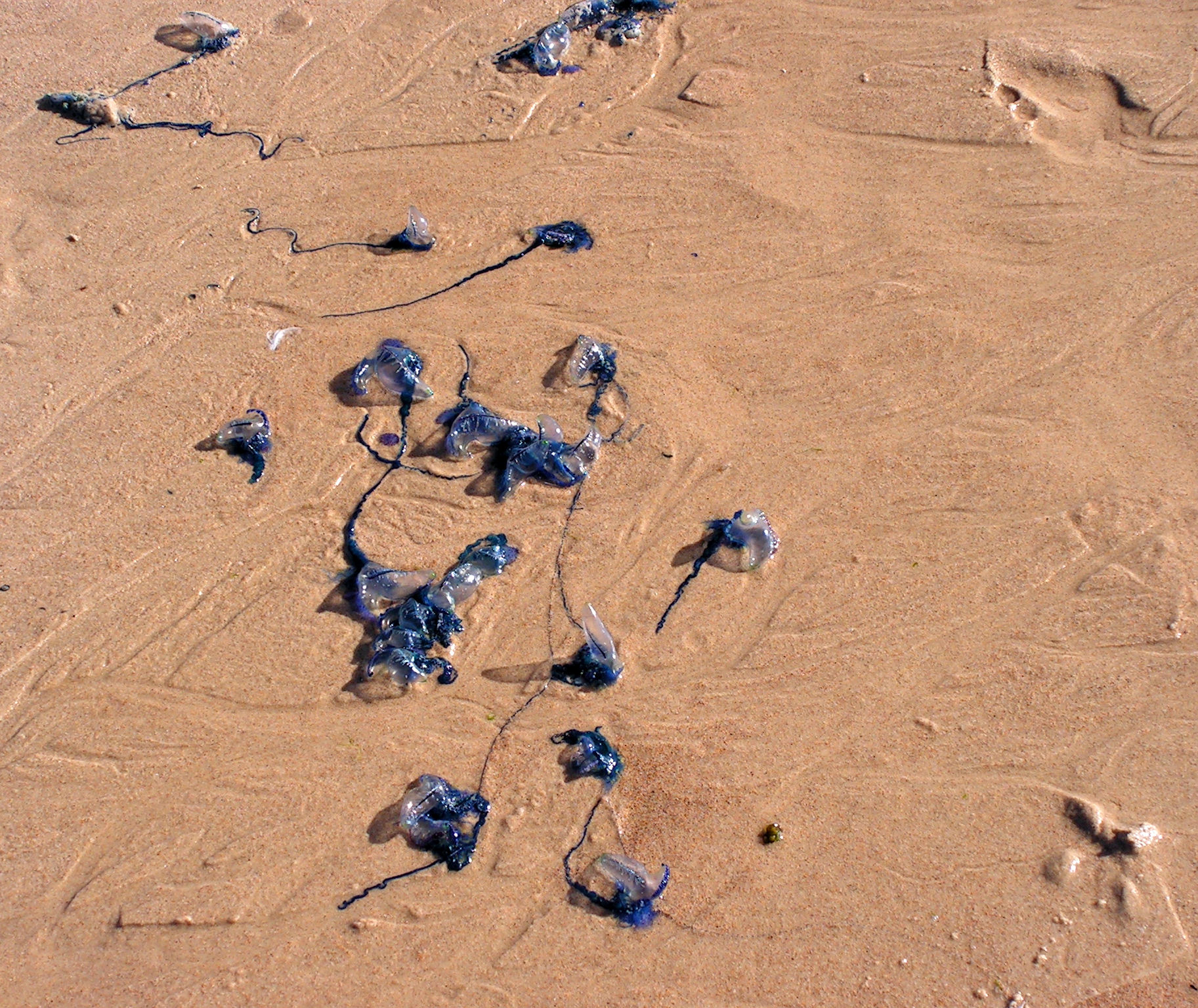
Spiaggiamento a Maroubra, Nuovo Galles del Sud, Australia

Come la caravella portoghese indopacifica non è una medusa, bensì un sifonoforo, un animale coloniale formato da piccoli animali specializzati detti polipi, che sono collegati tra loro e funzionano come singoli organi di organismi cellulari, specializzati al punto da dipendere tra loro. È formato da una colonia di quattro polipi e meduse. La colonia consiste in un polipo contenente gas che la tiene a galla (detto anche pneumatoforo) e un gastrozoide, un gonozoide e un dattilozoide. I dattiloidi formano tentacoli che si trovano al di sotto della superficie dell'acqua, individuano e attaccano le prede e le trascinano verso i gastrozoidi (i polipi digestivi), che digeriscono le prede. I gonozoidi sono adiacenti ai gastrozoidi e costituiscono le strutture riproduttive della colonia, rilasciando uova o spermatozoi nell'acqua.
La P. utriculus si distingue dalla caravella portoghese (Physalia physalis) per le minori dimensioni del galleggiante (16 cm circa della P. physalis contro 12 cm circa della P. utriculus) e nel fatto di avere un solo lungo tentacolo. Come la P. physalis, la P. utriculus è spesso in sciami.

## Distribuzione ed habitat

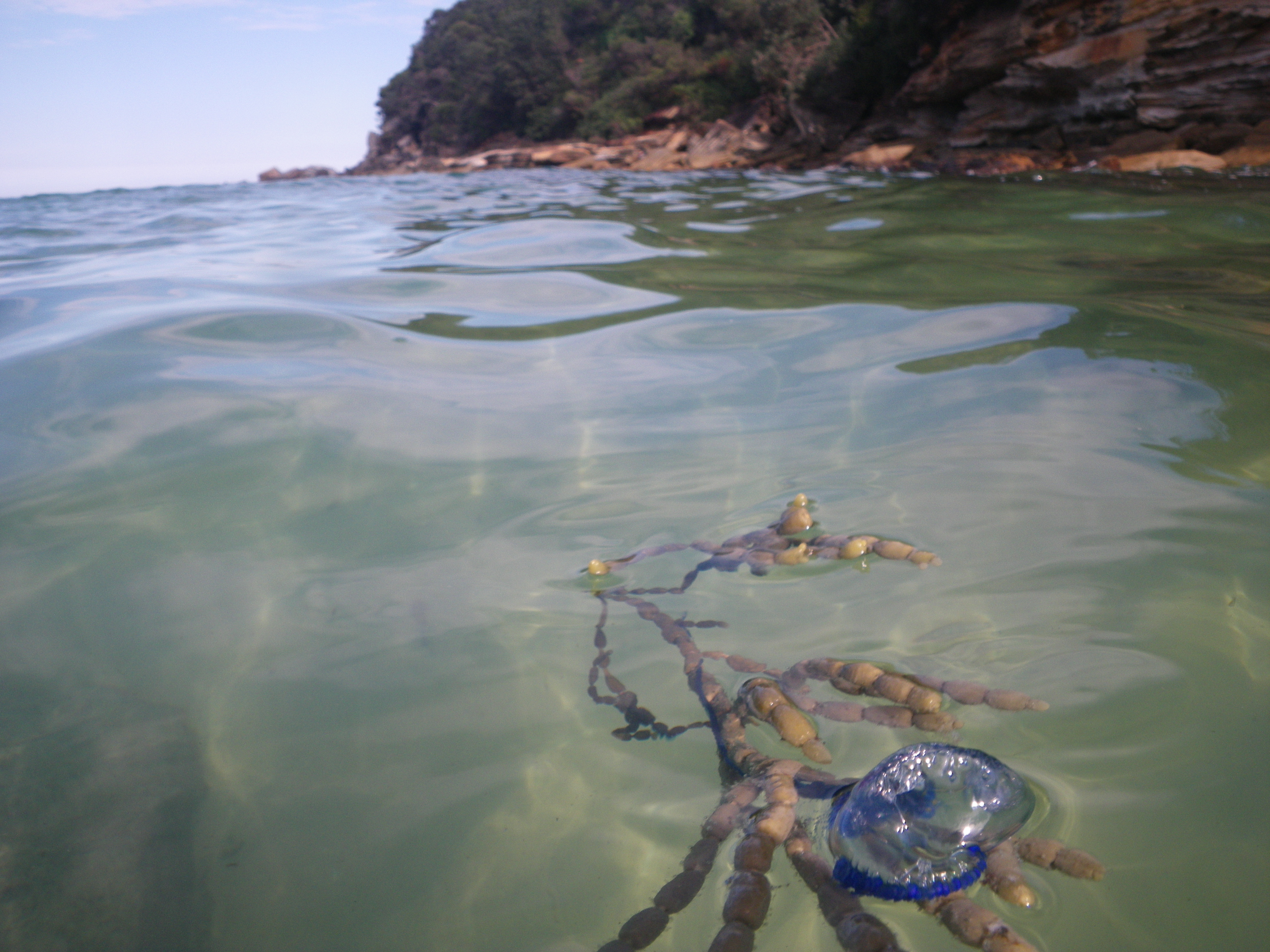
Una P. utriculus nelle acque della costra orientale Australiana (impigliato tra le alghe)

La P. utriculus è meno distribuita della P. physalis, ma è più comune lungo le coste australiane.  È trovata anche nelle acque hawaiane, dove è informalmente chiamata ‘ili mane‘o o palalia.

## Pericoli
Lungo le coste australiane orientali sono riportati 10.000-30.000 casi all'anno di punture di Physalia e solo 500 circa nelle acque occidentali e meridionali.
Diversamente dalla P. physalis, che ha provocato almeno tre vittime a causa delle sue punture, non sono riportate vittime di punture di P. utriculus.